# Leptodactylus pallidirostris
Leptodactylus pallidirostris és una espècie de granota que viu al Brasil, Guaiana Francesa, Guyana, Surinam, Veneçuela i, possiblement també, a Colòmbia.